# Joe Rokocoko

a Compétitions nationales et continentales officielles uniquement.

b Matchs officiels uniquement.
Dernière mise à jour le 8 septembre 2019.
Josevata Taliga Rokocoko (prononcé /rokoˈðoko/), plus connu comme Joe Rokocoko, né le 6 juin 1983 à Nadi dans les iles Fidji, est un joueur néo-zélandais de rugby, évoluant au poste d'ailier. Il a joué à 68 reprises, inscrivant 46 essais avec les All Blacks entre 2003 et 2010. Il dispute durant 9 ans le Super Rugby avec la province des Blues et l'ITM Cup avec le club d'Auckland Rugby.
En 2011, il quitte la Nouvelle-Zélande et sa sélection nationale, pour disputer le championnat de France avec l'Aviron bayonnais. À l'issue de la saison 2014-2015, son club est relégué en Pro D2, il rejoint alors le Racing 92 avec lequel il est sacré champion de France en 2016.

## Biographie
Ailier au physique impressionnant, souvent comparé à la grande star Jonah Lomu, il est extrêmement rapide (10,44 secondes au 100 m) et très habile à éviter les plaquages par ses crochets. Il détient déjà deux records : 17 essais lors des 12 tests de la saison 2003 et seul joueur néo-zélandais à avoir marqué au moins deux essais dans quatre tests consécutifs.
Après des débuts dans le Super 12 2003, il rejoint les All Blacks en 2003 contre les Anglais. Lors de cette saison, il établit un record d'essais sur une année avec 17 essais marqués[réf. nécessaire].
Après un Super 12 2005 moins convaincant, il ne participe pas aux tests contre les Lions britanniques et irlandais mais il revient lors du Tri-nations pour une deuxième victoire, remportant dans le même temps la Bledisloe Cup. Joe Rokocoko est considéré comme le digne successeur de Jonah Lomu, certains pensant même que ses capacités défensives, offensives et son habileté dans les ballons aériens en font un joueur plus complet que Lomu. Il figurait parmi les meilleurs ailiers au monde.

Rokocoko a pour cousin le fidjien et néo-zélandais Joeli Vidiri (joueur des Auckland Blues et des All Blacks, artisan de la mémorable victoire des Blues face à Brive dans les années 1990-2000). Il est très proche du joueur Sitiveni Sivivatu, fidjien, lui aussi titularisé chez les Blacks, et le considère comme son cousin parce que Sivivatu a vécu avec sa famille bien qu'il n'y ait pas de lien de sang. Joe et Sitiveni ont été titularisés ensemble sous le maillot black pour la première fois face à l'Afrique du Sud lors du dernier match du Tri-nations 2006.
Arrivé à l'Aviron bayonnais après la Coupe du monde 2011, il faut attendre sa deuxième saison et la 18e journée, pour le voir inscrire un essai en Championnat de France. Il met fin, ainsi, à une disette de quinze mois et vingt-neuf matchs sans essais. À la différence de sa première saison dans le Pays basque, décevante, il monte ensuite en puissance grâce à un état d'esprit irréprochable. Il devient un cadre du groupe bayonnais,. Il évolue en tant qu'ailier puis comme centre, souvent associé à son ami Gabiriele Lovobalabu, dans ce club qu'il quitte en 2015 pour rejoindre le Racing 92. De retour à l'aile, il remporte le championnat de France 2015-2016 en inscrivant un essai lors de la finale.

## Palmares en province et en club
- Vainqueur du Super 12 en 2003
- Vainqueur du National Provincial Championship en 2005 et 2007
- Vainqueur du Top 14 en 2016
- Coupe d'Europe :
  - Finaliste en 2016 et 2018 avec le Racing 92

## Palmarès en équipe nationale
- Vainqueur du Tri-nations en 2003, 2005, 2006, 2007 et 2010
- Troisième de la Coupe du monde en 2003

## Statistiques

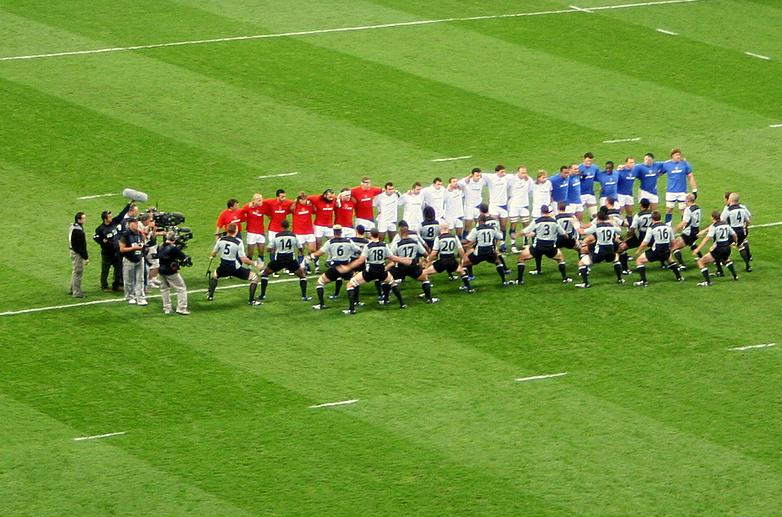
Quart-de-finale France - All Blacks en 2007.

Champion du Monde des moins de 19 ans en 2001, Joe Rokocoko obtient 68 sélections avec l'équipe de Nouvelle-Zélande au cours desquels il marque 46 essais pour un total de 230 points. Il dispute son premier match contre l'Angleterre le 14 juin 2003 à Wellington et son dernier contre ce même adversaire, le 6 novembre 2010 au Stade de Twickenham.
Il participe à sept éditions du Tri-nations, en 2003, 2004, 2005, 2006, 2007, 2009 et 2010. Il dispute 29 rencontres et inscrit quinze essais.
Joe Rokocoko participe à deux éditions de la Coupe du monde, terminant troisième de l'édition 2003. Lors de celle-ci, il dispute cinq matches, contre l'Italie, le pays de Galles, l'Afrique du Sud, l'Australie et la France, inscrivant six essais. En 2007, il joue trois matches, contre le Portugal, la Roumanie et la France, inscrivant cinq essais. Lors de ces huit rencontres, il inscrit onze essais marqués et termine avec un bilan de huit victoires et deux défaites.